# U-Bahn Sapporo
Die Städtische U-Bahn von Sapporo (jap. 札幌市営地下鉄, Sapporo-shiei chikatetsu, dt. Städtische U-Bahn Sapporo) ist das Metrosystem der nordjapanischen Stadt Sapporo auf der Insel Hokkaidō. Es wurde als viertes U-Bahn-Netz Japans am 16. Dezember 1971 eröffnet und besteht aus drei Linien.
Bei einer Gesamtlänge von 48 km werden 46 Stationen bedient. Die Namboku-Linie und die Tōhō-Linie erreichen den Hauptbahnhof der Stadt, von der Namboku-Linie und der Tōzai-Linie kann zur Straßenbahn umgestiegen werden. Die Betriebszeiten sind von 6:15 Uhr bis Mitternacht bei einer Fahrtenhäufigkeit von 3–4 Minuten während der morgendlichen Hauptverkehrszeit und bis zu 7 Minuten in Schwachverkehrszeiten. Jährlich wird die U-Bahn von 208,4 Millionen Fahrgästen genutzt.

## Technik
Die Fahrzeuge aller drei Linien laufen auf gasgefüllten Gummireifen. Das System in Verbindung mit der Führung der Züge entlang einer mittigen Leitschiene ist für ein Metrosystem weltweit einmalig.

## Strecken und Linien
Die Strecken der U-Bahn Sapporo werden linienrein betrieben. Zentraler Umsteigepunkt ist der U-Bahnhof Ōdōri.

### Namboku-Linie (南北線,Namboku-sen, dt.Süd-Nord-Linie)
Im Jahr 1969 wurde mit dem Bau der Linie begonnen. Sie wurde im Dezember 1971 und somit rechtzeitig für die Olympischen Winterspiele 1972 fertiggestellt. Der 4,4 km lange Südabschnitt der zunächst 12,1 km langen Trasse ist zwischen den Stationen Hiragishi and Makomana aufgeständert. Er ist mit einem Aluminiumdach versehen, um die Gleise vor den schweren Schneefällen im Winter zu schützen. Nach einer nördlichen Verlängerung am 16. März 1978 umfasst die Linie heute eine Gesamtlänge von 14,3 km. Ihr Farbcode ist Grün, der Kennbuchstabe „N“.
Die Führung der Fahrzeuge erfolgt durch eine T-förmige Leitschiene in der Mitte der Fahrbahn, die gleichzeitig der Fahrstromrückleitung dient. Die Stromversorgung mit 750 V Gleichstrom erfolgt über eine Stromschiene. Die Fahrbahn der Fahrzeuge, die auf je zwei Drehgestellen mit Zwillingsreifen laufen, ist mit Kunstharz beschichtet.

### Tōzai-Linie (東西線,Tōzai-sen, dt.Ost-West-Linie)
Die heute 20,1 km lange Strecke wurde am 10. Juni 1976 mit einer Länge von 9,9 km eröffnet. Am 21. März 1982 wurde sie um 7,4 km und am 25. Februar 1999 nochmals um 2,8 km verlängert. Über eine Oberleitung werden die einfach bereiften Fahrzeuge mit 1500 V Gleichstrom versorgt, die Leitschiene hat ein rechteckiges Profil. Im zentralen Abschnitt ist die Fahrbahn mit Kunstharz beschichtet, auf den Außenstrecken rollen die Züge auf Stahl. Die Linienkennfarbe ist Orange, der Kennbuchstabe „T“.

### Tōhō-Linie (東豊線,Tōhō-sen)
Die ersten beiden Zeichen sind eine Kombination aus den Stadtbezirken Higashi-ku (東) und Toyohira-ku (豊平), in denen jeweils die Endstellen dieser Linie liegen. Der Farbcode der Linie ist Blau, der Kennbuchstabe „H“.
Als dritte und kürzeste Strecke mit heute 13,6 km wurde sie am 2. Dezember 1988 in Betrieb genommen. Sie erhielt am 14. Oktober 1994 eine Erweiterung von 5,5 km. Die Stromversorgung mit 1500 V Gleichstrom erfolgt über eine Oberleitung. Das Profil der Leitschiene ist rechteckig, die durchwegs auf einer Stahlfahrbahn rollenden Fahrzeuge sind einfach bereift.

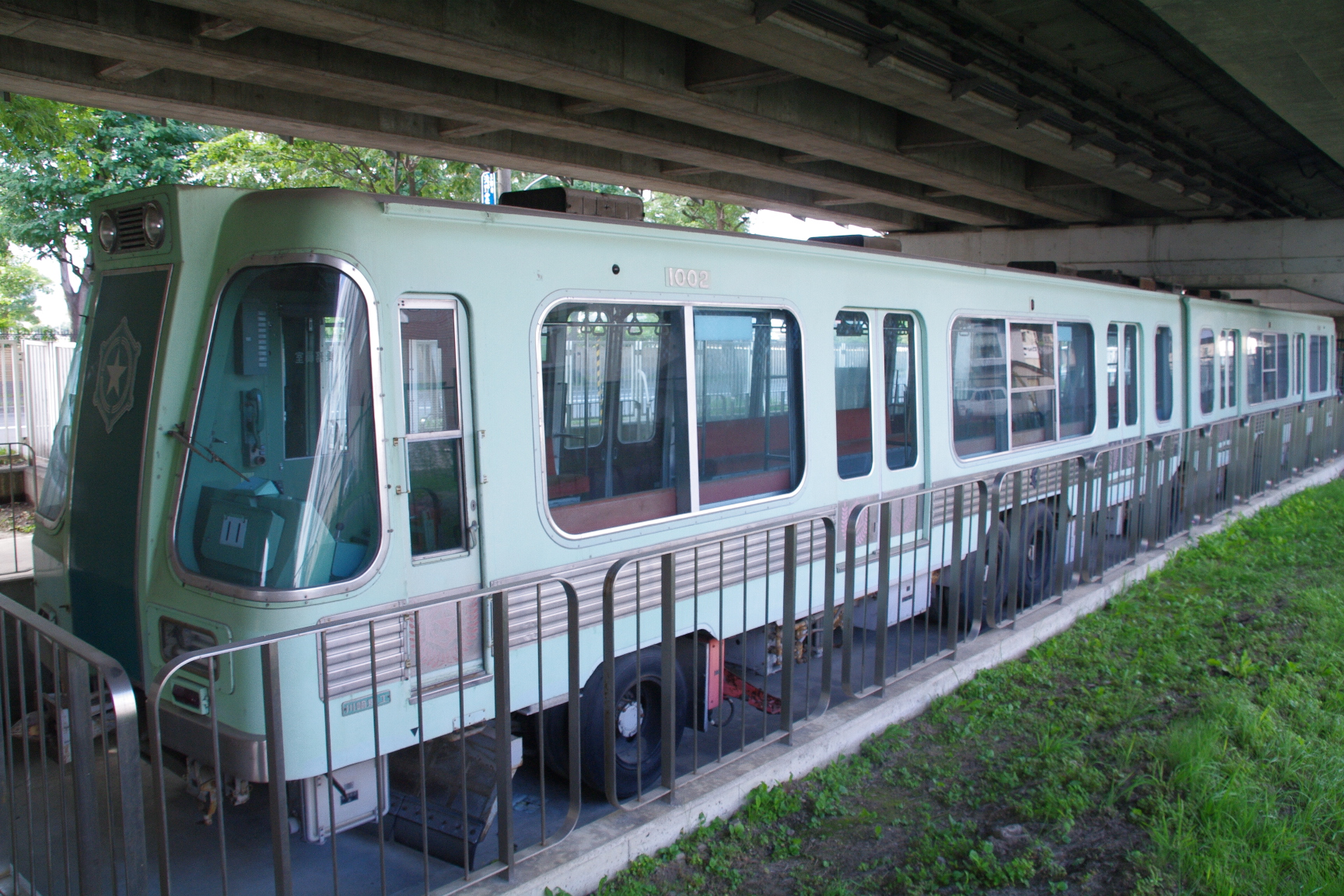
Erhaltener Zug der ersten Generation (Baureihe 1000)
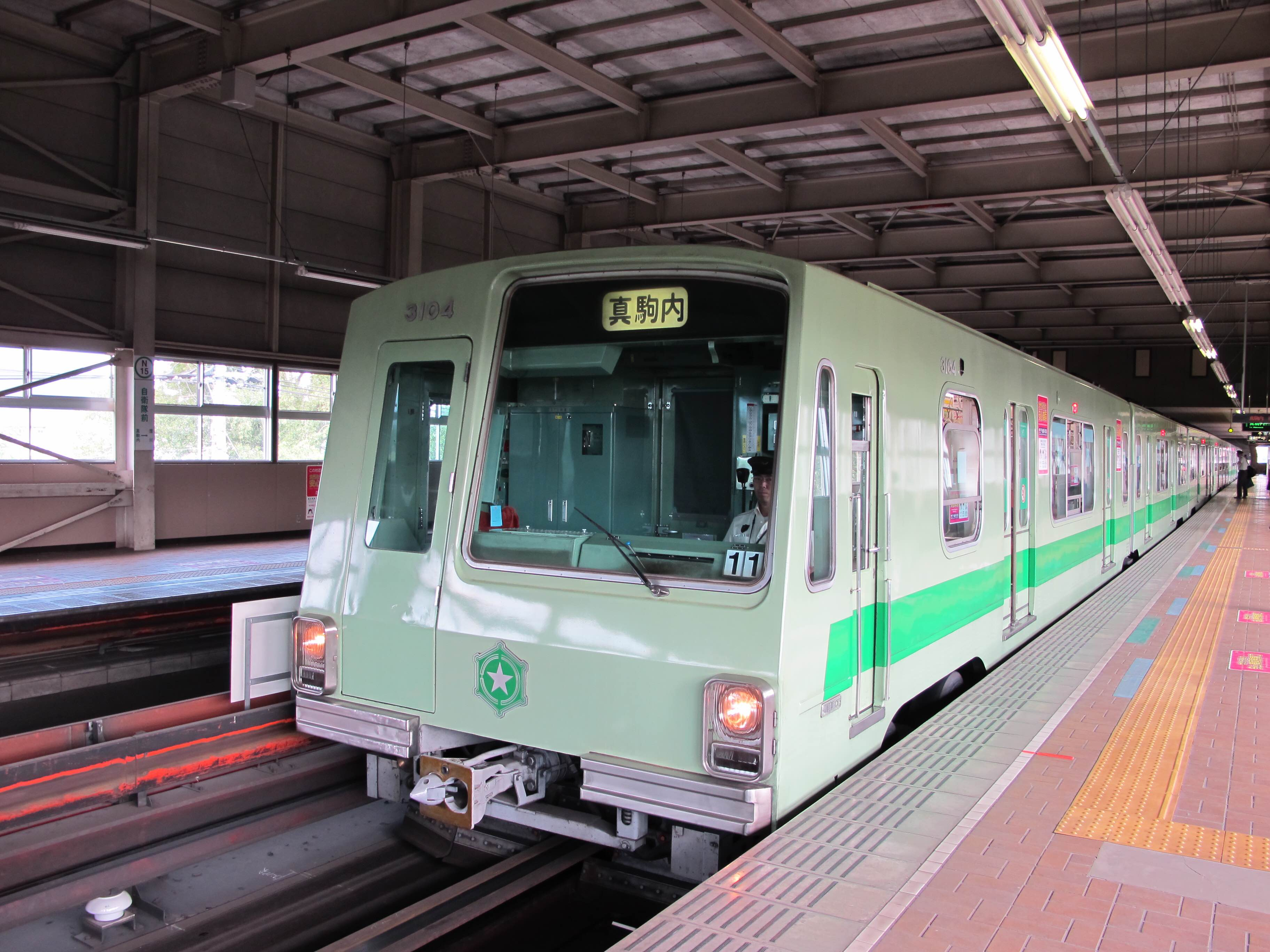
Acht-Wagen-Zug der Baureihe 3000 (Einsatzzeit 1978 bis 2012) auf der Namboku-Linie
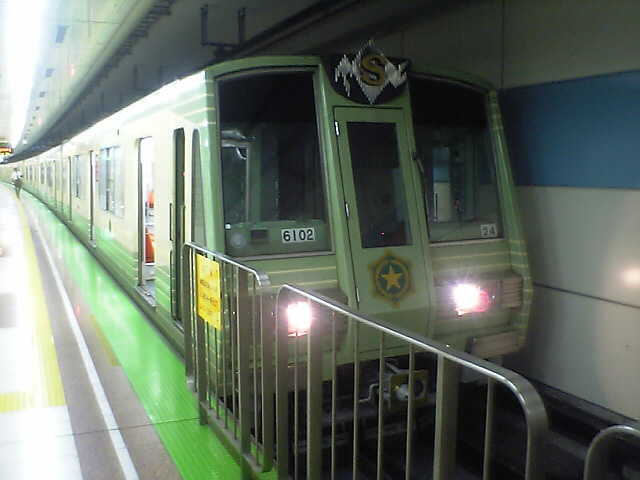
Sieben-Wagen-Zug der Baureihe 6000 (Einsatzzeit 1976 bis 2008) auf der Tōzai-Linie
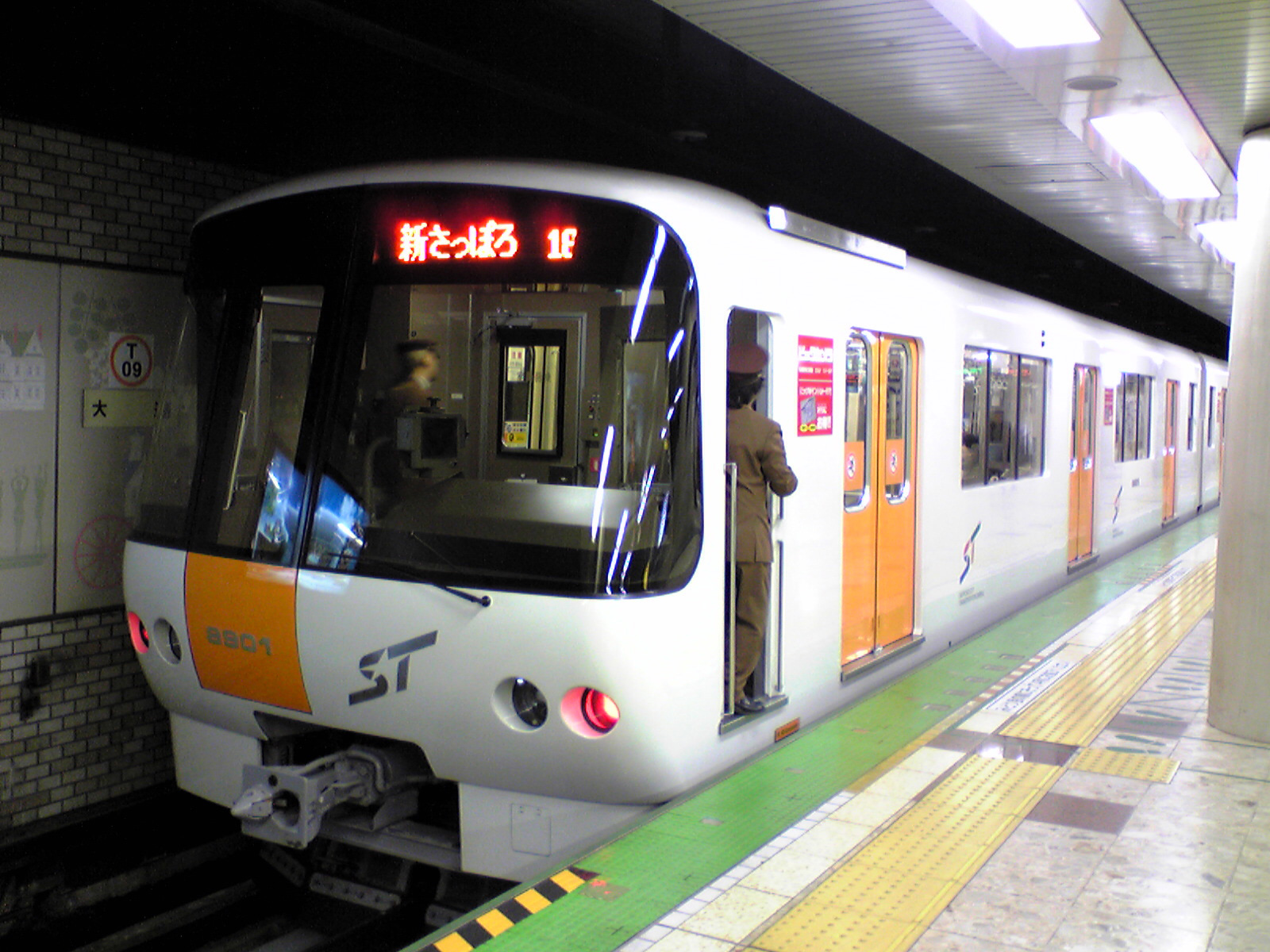
Sieben-Wagen-Zug der Baureihe 8000 (seit 1998 im Einsatz) auf der Tōzai-Linie
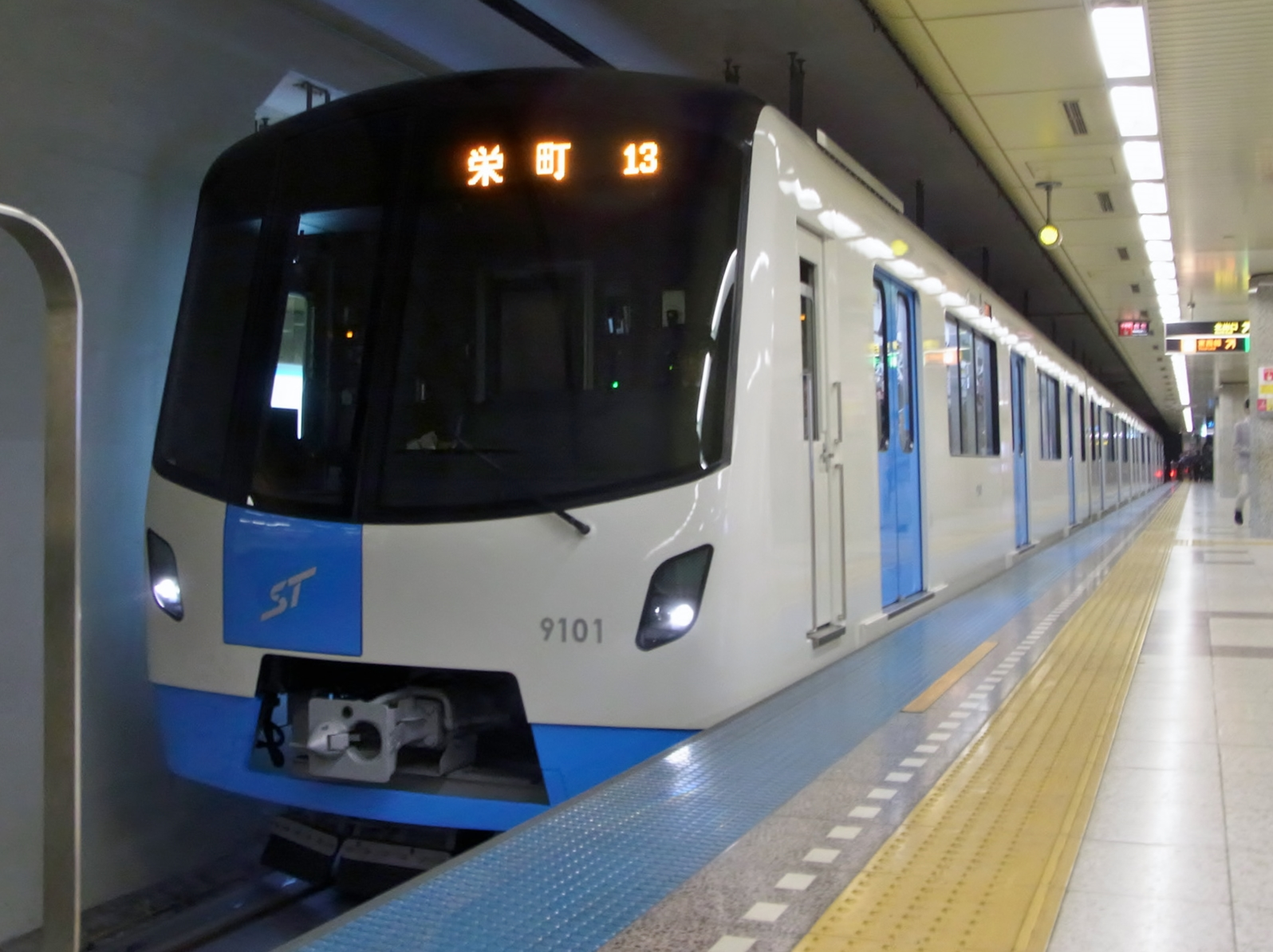
Vier-Wagen-Zug der Baureihe 9000 (seit 2015 im Einsatz) auf der Tōhō-Linie

## Weiterer Ausbau
Es bestehen Pläne, die Tōhō-Linie um drei Stationen nach Südosten zu verlängern. Allerdings ist eine Verwirklichung derzeit eher unwahrscheinlich, da die Fahrgastzahlen der U-Bahn in Sapporo leicht sinken.